# Franz Kalser von Maasfeld

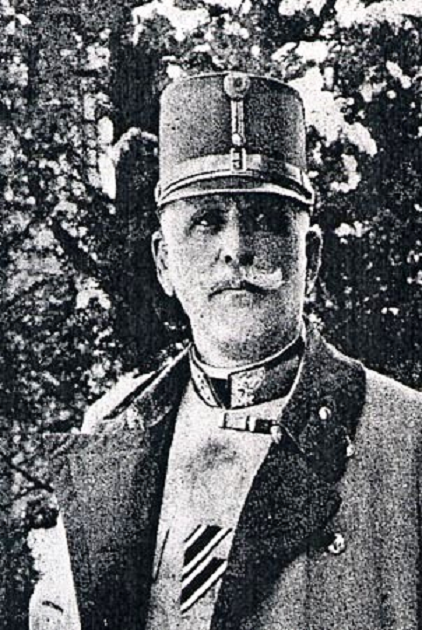
Franz Kalser von Maasfeld

Franz Xaver Heinrich Kalser Edler von Maasfeld (* 7. August 1860 in Görz; † 4. September 1942 in Wien) war ein österreichisch-ungarischer General der Infanterie.

## Leben

### Herkunft

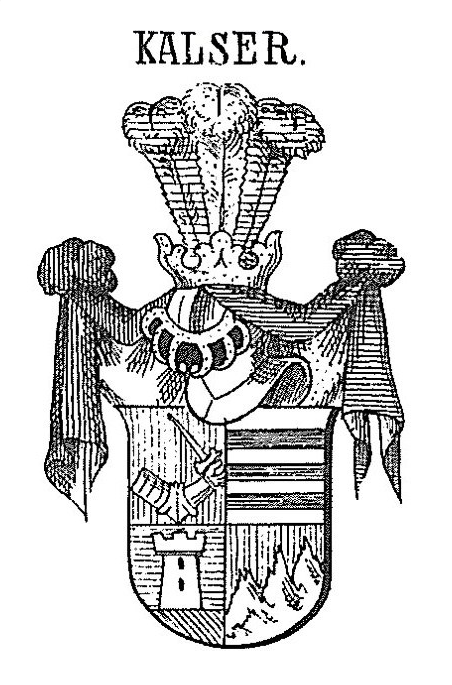
Das 1826 von Kaiser Franz dem Großvater zum Adelsstand verliehene Familienwappen

Der Urgroßvater, Michael Kalser, wurde im Kalser Tal geboren und war anfangs Kleriker bei den Jesuiten. Er ging aber nach Aufhebung des Ordens zur Artillerie, wurde Hauptmann, focht im Türkenkrieg unter Laudon, wohnte der Eroberung Belgrads bei und erlag den Strapazen des Krieges. Dessen Sohn, Franz Kalsers Großvater Johann Nepomuk Kalser (1779–1851) war ebenfalls österreichischer Offizier, wurde für seine Verdienste 1826 mit dem Prädikat von Maasfeld geadelt und war seit 1824 mit Baronesse Friederike Honrichs zu Wolfswarffen vermählt, aus welcher Ehe Franz Kalsers Vater Heinrich hervorging, der im Jahr 1857 Hauptmann im Infanterie-Regiment Erzherzog Sigmund Nr. 45 und 1863 Hauptmann im Infanterie-Regiment Haugwitz Nr. 38 war.
Des Vaters Schwester Camilla war eine Schriftstellerin, die unter dem Pseudonym „C. Cressieux“ veröffentlichte. Verheiratet war sie seit 1865 mit dem Militärschriftsteller August Graf von Seyssel d’Aix (1812–1872), dem ältesten Sohn des Grafen Carl Theodor von Seyssel d’Aix.

### Frühe Militärkarriere
Franz Kalser, aus dem Küstenland gebürtig, besuchte ab 1875 die militärische Oberrealschule in Mährisch Weißkirchen. Er trat 1879 in die kaiserliche Armee ein und wurde 1882 zum Leutnant ernannt. Er diente zunächst beim Infanterie-Regiment Nr. 27 „Belgier“ in Graz und wurde 1888 zum Oberleutnant befördert. Nach dem Besuch der Kriegsschule (1887–89) kam er 1890 als Generalstabsoffizier zur 5. Infanterietruppen-Division nach Olmütz und wurde 1893 zum Hauptmann im Generalstab ernannt. Zwischen 1895 und 1898 wirkte er als Lehrer an der Kadettenschule in Triest und wurde 1899 zum Major befördert. Ab 1902 diente er als Lehrer an der Kriegsschule, 1903 wurde er zum Oberstleutnant befördert und abermals im Generalstab verwendet. Danach wechselte er als Bataillonsführer zum Infanterie-Regiment Nr. 87, wo am 12. Dezember 1906 die Beförderung zum Oberst erfolgte. Im Jahr 1908 wurde er Kommandant des in Marburg an der Drau stationierten Infanterie-Regimentes Nr. 47 „Graf von Beck-Rzikowsky“ ernannt. Im Jahr 1911 übernahm er das Kommando über die in Sarajewo stationierte 12. Gebirgsbrigade und am 3. Mai 1912 wurde er zum Generalmajor befördert.

### Kommandos im Weltkrieg

Feldmarschalleutnant Franz Kalser am Isonzo 1916

Zu Beginn des Ersten Weltkrieges führte er während des Serbienfeldzuges 1914 die 12. Gebirgsbrigade im Rahmen der 48. Infanterietruppen-Division unter FML Eisler in der Schlacht an der Drina. Am 17. September begann beim Berg Mačkov kamen der serbische Gegenangriff gegen das übergeordnete k.u.k. XVI. Korps, der bis 22. September nach mehrtägigen Kämpfen um die Jagodnja scheiterte.
Aus der 3., 15. und 16. Gebirgsbrigade wurde im Oktober 1914 in Bosnien-Herzegovina die 50. Infanterietruppen-Division gebildet, deren Kommando Generalmajor Kalser übertragen wurde. Im Rahmen der Schlacht auf der Romanja planina stieß die 50. Division mit der 3. und 15. Gebirgsbrigade aus dem Raum Foča gegen die montenegrinische Plevlje-Division vor. Im Zusammenwirken mit der 50. Infanterietruppen-Division des FML Trollmann wurde die serbische Division-Sumadija II bis zum 21. Oktober auf die Höhenlinie Kitak-Babljak-Vratar zurückgedrängt. Die danach festgelaufenen Truppen wurden von der oberen Drina nach Srebrenica zurückgezogen und ab 5. November über Ljubovija an die Drina verschoben um die Südflanke der in Richtung auf Valjevo vorgehenden 6. Armee zu decken.
Während der Schlacht an der Kolubara wurde die 50. Division bei Galič vordringend am 3. Dezember direkt vom Hauptstoß der serbischen 1. Armee unter General Živojin Mišić getroffen und schwer geschlagen. Während des folgenden Stellungskrieges gegenüber den Serben wurde Kalser am 1. März 1915 (Patent vom 14. Februar) zum Feldmarschallleutnant befördert.
Nach der Kriegserklärung Italiens im Mai 1915 wurde Kalsers Division im Rahmen des XV. Korps (General der Infanterie Vinzenz Fox) nach Italien verlegt und im Raum Tolmein eingesetzt.
Von Oktober 1915 bis Februar 1916 kommandierte Kalser bei der Gruppe des FML Sorsich die neu formierte 62. Infanterietruppen-Division im Feldzug in Montenegro und drang im Dezember 1915 über den Tara-Abschnitt gegen die Höhen von Pljevlja vor. Im Jänner 1916 kämpfte er während der Schlacht von Mojkovac gegen die montenegrinische Sandschak-Division.
Im März 1916 übernahm er zweitmalig die Führung der 50. Infanterietruppen-Division an der Isonzofront, eine Position, die er im Juli 1916 mit dem Kommando über die 13. Schützendivision an der Ostfront tauschte. Nach Einsätzen während der Brussilow-Offensive in Wolhynien wurde die 13. Schützendivision nach Italien verlegt. Nach der 12. Isonzoschlacht erreichte die Division am 10. November 1917 bei Nervesa den Piave und entwickelte sich in ganzer Breite auf dem östlichen Ufer.
Im Februar 1918 übernahm Kalser im Rahmen der 10. Armee die Führung des k.u.k. XX. Korps, das im Südwesten Südtirols beiderseits der Festung Riva mit der 49. Infanterie-Division und der Gruppe Schiesser die Front hielt. Am 19. Mai 1918 erreichte Kalser den Rang eines Generals der Infanterie. Nach dem verlorenen Krieg wurde Kalser ab 1. Januar 1919 verabschiedet und zog sich für die Pension nach Wien zurück.